# La Celle-sur-Nièvre
La Celle-sur-Nièvre és un municipi francès, situat al departament del Nièvre i a la regió de Borgonya - Franc Comtat. L'any 2007 tenia 167 habitants.

## Demografia

### Població
El 2007 la població de fet de La Celle-sur-Nièvre era de 167 persones. Hi havia 80 famílies, de les quals 32 eren unipersonals (20 homes vivint sols i 12 dones vivint soles), 24 parelles sense fills, 16 parelles amb fills i 8 famílies monoparentals amb fills.
La població ha evolucionat segons el següent gràfic:
Habitants censats

### Habitatges
El 2007 hi havia 173 habitatges, 81 eren l'habitatge principal de la família, 73 eren segones residències i 19 estaven desocupats. 172 eren cases i 1 era un apartament. Dels 81 habitatges principals, 68 estaven ocupats pels seus propietaris, 9 estaven llogats i ocupats pels llogaters i 4 estaven cedits a títol gratuït; 1 tenia una cambra, 5 en tenien dues, 19 en tenien tres, 25 en tenien quatre i 31 en tenien cinc o més. 57 habitatges disposaven pel capbaix d'una plaça de pàrquing. A 42 habitatges hi havia un automòbil i a 27 n'hi havia dos o més.

### Piràmide de població
La piràmide de població per edats i sexe el 2009 era:
| Homes | Edats   | Dones |
| ----- | ------- | ----- |
| 0     | 95 o +  | 0     |
| 0     | 90 a 94 | 0     |
| 0     | 85 a 89 | 12    |
| 4     | 80 a 84 | 0     |
| 4     | 75 a 79 | 4     |
| 4     | 70 a 74 | 8     |
| 20    | 65 a 69 | 0     |
| 12    | 60 a 64 | 12    |
| 8     | 55 a 59 | 0     |
| 0     | 50 a 54 | 4     |
| 4     | 45 a 49 | 8     |
| 8     | 40 a 44 | 0     |
| 8     | 35 a 39 | 8     |
| 4     | 30 a 34 | 8     |
| 4     | 25 a 29 | 0     |
| 0     | 20 a 24 | 4     |
| 0     | 15 a 19 | 0     |
| 4     | 10 a 14 | 4     |
| 4     | 5 a 9   | 4     |
| 4     | 0 a 4   | 0     |

## Economia
El 2007 la població en edat de treballar era de 98 persones, 57 eren actives i 41 eren inactives. De les 57 persones actives 52 estaven ocupades (29 homes i 23 dones) i 5 estaven aturades (3 homes i 2 dones). De les 41 persones inactives 21 estaven jubilades, 9 estaven estudiant i 11 estaven classificades com a «altres inactius».

### Ingressos
El 2009 a La Celle-sur-Nièvre hi havia 79 unitats fiscals que integraven 168 persones, la mediana anual d'ingressos fiscals per persona era de 15.773 €.

### Activitats econòmiques
L'únic establiment que hi havia el 2007 era d'una empresa alimentària.
L'any 2000 a La Celle-sur-Nièvre hi havia 7 explotacions agrícoles que ocupaven un total de 760 hectàrees.

## Equipaments sanitaris i escolars
El 2009 hi havia una escola elemental integrada dins d'un grup escolar amb les comunes properes formant una escola dispersa.

## Poblacions més properes
El següent diagrama mostra les poblacions més properes.